# Совико
Совико (итал. Sovico) — коммуна в Италии, в провинции Монца-э-Брианца области Ломбардия.
Население составляет 7329 человек (на 2004 г.), плотность населения составляет 2255,07 чел./км². Занимает площадь 3,25 км². Почтовый индекс — 20050. Телефонный код — 039.
Покровителями коммуны почитаются святые апостолы Симон Кананит и Иуда Фаддей, празднование в последнее воскресение октября.